# Свети Никола (Любойно)
Вижте пояснителната страница за други значения на Свети Никола.
„Свети Никола Чудотворец“ или „Свети Николай“ (на македонска литературна норма: „Свети Никола“, „Свети Николај Чудотворец“) е средновековна църква в село Любойно, Преспа, част от Преспанско-Пелагонийската епархия на Македонската православна църква – Охридска архиепископия. Представлява малка сграда с полукръгла апсида. Църквата е била метох. В 1337 година с грамота крал Стефан Душан потвърждава собствеността върху нея на манастира Трескавец. От това се заключава, че църквата датира най-късно от началото на XIV век. Църквата е възобновена в 1971 година.